# Angklung

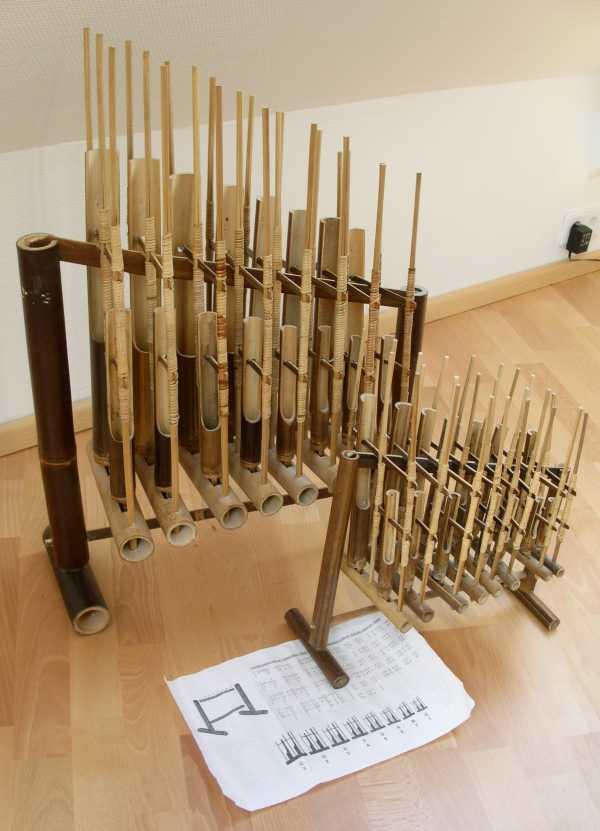
Moderne Angklungs. Die großen Angklungs entsprechen den Noten C bis C', die kleinen C' bis C", jeweils von links nach rechts. (Zum Größenvergleich mit einem Din-A4-Blatt.)

Das Angklung ist ein aus Bambus bestehendes Schüttelidiophon aus Java, das auch auf anderen indonesischen Inseln, in Malaysia und Thailand verbreitet ist.

## Herkunft

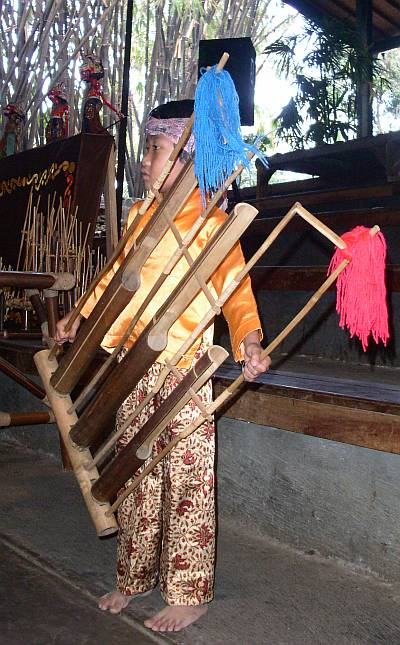
Ein Akkord-Angklung mit drei Klangkörpern.

Ursprünglich war das Angklung wohl ein einfaches, an einem Ende offenes Bambusrohr, welches mit einem Stock geschlagen wurde und zum Aufschrecken von Wildtieren bei der Jagd verwendet wurde. Über die Jahrhunderte entwickelte es sich weiter, vor allem in der Gegend von Garut, Tasikmalaya, Ciamis, Sukabumi und Bandung, alle in West-Java, welches das Gebiet der Sundavölker bildet. Die ältesten direkten Belege für das Angklung-Spiel finden sich aus dem 4. Jahrhundert n. Chr. Schriftlich überliefert ist die Benutzung des Angklung bis zurück in das 13. Jahrhundert durch das Sundavolk der Badui, die damit ihre Soldaten vor der Schlacht einstimmten, oder bei königlichen Zeremonien spielten. Es wurde aber auch in Banten, Sukabumi, Cirebon und anderen Gegenden West-Javas bei religiösen und rituellen Zeremonien verwendet.
Angklung wurde vor allem zu Ehren der hinduistischen Göttin Dewi Sri, die für Reis, Fruchtbarkeit, Natur und Ernte 'zuständig' ist, gespielt. Das Angklung fand auch bei weltlicheren Anlässen zur Unterhaltung Anwendung, zum Beispiel zur Begleitung von traditionellen Tänzen. Während der holländischen Kolonialzeit Indonesiens im 18. Jahrhundert erlaubte die Kolonialmacht das Spielen des Angklungs nur den Bettlern und Kindern, da sie befürchteten, das Angklungspiel würde das Volk vereinen und ihre Widerstandskraft gegen die Besatzung verstärken. Zum Spielen komplexerer Lieder brauchte man nämlich eine größere Gruppe Spieler. Infolgedessen geriet das Angklung während der Kolonialzeit vorübergehend in Vergessenheit bzw. bekam den Beigeschmack, nur etwas für Bettler und Kinder zu sein. Dieses Verbot wurde erst am Anfang des 20. Jahrhunderts gelockert, wodurch langsam wieder das Interesse an dieser Tradition anstieg. 1937/38 fand das Angklung durch den Musiker Daeng Soetigna seine heutige Form, die nach 1945 nochmal durch Udjo Ngalagena verfeinert wurde.
Im Kontext der Unabhängigkeitsbewegung Indonesiens nach 1945 entstanden einige Revolutionslieder wie das in Indonesien sehr bekannte „Halo Halo Bandung“, welche typischerweise mit dem Angklung gespielt werden. Heute ist Angklung auf allen Inseln in Indonesien verbreitet, auch die Badui spielen es noch, zum Beispiel während des Auspflanzens der Reis-Setzlinge in die Felder und bei der Reisernte, um die Reisgöttin zu ehren. Für die Inneren Badui ist das Angklung sogar neben anderen Bambus-Instrumenten eines der wichtigsten Musikinstrumente, da sie laut Tradition keine Musikinstrumente aus Metall spielen dürfen und schon seit vielen Generationen auch auf alle modernen Einflüsse in ihrem Lebensumfeld verzichten. Aber auch auf dem bis heute hinduistisch gebliebenen Bali war es lange Zeit als Teil der Instrumente eines Gamelan-Orchesters verbreitet, heute findet man es aber nur noch selten auf der Insel der Götter, da man dort inzwischen die Gamelan-Instrumente aus Metall bevorzugt. Ein legendäres Angklung-Konzert war der Auftritt der Kartini-Schule aus Bandung auf der Bandung-Konferenz im Jahr 1955 in Bandung unter der Leitung von Daeng Soetigna und seinem Schüler Udjo Ngalagena. Regelmäßig finden in Indonesien große Angklung-Festivals statt, auf denen, wie zum Beispiel am 22. August 2007 in Bandung insgesamt 10.000 Angklung-Spieler in verschiedenen Gruppen auftraten.
Das Wort Angklung hat seine Herkunft aus der balinesischen Sprache, wonach es aus den Einzelworten angka, was „Ton“ bedeutet, und lung, was sich mit gebrochen, unvollständig oder weg sein übersetzen lässt, besteht. Das Angklung ist also wörtlich übersetzt ein gebrochener Ton.
In der deutschen Literatur findet man manchmal auch den Begriff Gitterrassel für das Angklung, welcher den Aufbau des Instrumentenrahmens als Rassel beschreibt.

## Aufbau und Tonerzeugung
Das Angklung in seiner heutigen Form besteht als Melodieinstrument aus zwei bis vier seitlich beweglichen Klangkörpern aus Bambus, die in einem hölzernen Gestell aufgehängt sind. Am unteren Ende werden die Klangkörper in Langlöchern eines Bambusrohrs geführt.
Am weitesten verbreitet sind Instrumente mit zwei Klangkörpern, da sie leichter sind. Angklungs mit drei Klangkörpern ergeben einen etwas volleren Klang, was insbesondere bei kleineren Angklung-Gruppen ein Vorteil sein kann, sind aber etwas schwerer. Bei diesen Angklungs sind zwei beinahe gleich große und ein kleinerer Klangkörper im Gestell aufgehängt. Der vollere Klang entsteht durch eine Schwebung aufgrund der nahe beieinander liegenden Resonanzfrequenzen der großen Klangkörper. Angklungs aus drei Klangkörpern können auch für Akkorde eingesetzt werden, zusätzlich gibt es auch spezielle Akkord-Angklungs mit vier Klangkörpern. Man kann den Ton eines Akkords auch durch die entsprechende Wahl mehrerer einfacher Angklungs nachbilden.
Die Klangkörper sind einzelne Abschnitte eines Bambusrohrs, die unten geschlossen und im oberen Bereich zur Hälfte aufgeschnitten sind, so dass sich die für die Tonerzeugung benötigte stehende Welle bilden kann. Aus der Größe der Klangkörper und der Breite und Länge des halbierten Bereichs ergibt sich, ähnlich wie bei einer Orgelpfeife, die Tonhöhe. So wie diese ist jedes Angklung in der Lage genau einen Ton zu erzeugen. Zur Tonerzeugung wird das Angklung seitlich geschüttelt, wodurch die Zapfen der Klangkörper in den Langlöchern anschlagen und dadurch der Ton entsteht. Das Angklung kann aufgrund dieser selbstklingenden Tonerzeugung als Schüttel-Idiophon klassifiziert werden.
Das Angklung erzeugt bei entsprechender Spielweise kräftige Töne, deren Klangfarbe zwischen hölzern und metallisch liegt. Vor allem die tiefen Töne können so laut sein, dass selbst bei Konzerten im Freien oder in größeren Hallen auf eine elektrische Verstärkung verzichtet werden kann, sofern Begleitinstrumente auch ohne elektrische Verstärkung verwendet werden.

## Notation

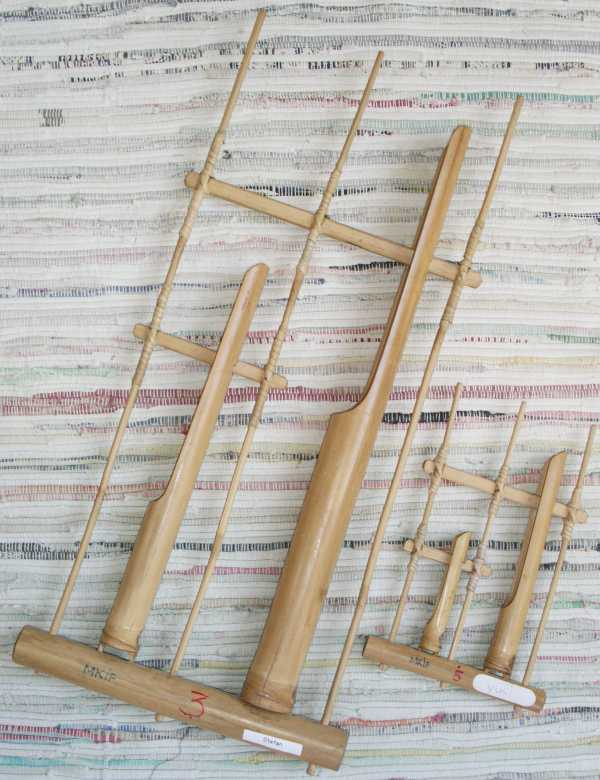
Zwei Angklung-Instrumente. Links ein tiefes E, rechts ein hohes G. Das tiefe E ist fast 70 cm hoch. Die Instrumente sind mit den Noten nach der Chevéschen Ziffernnotation bei Do=C beschriftet.

Moderne Angklungs sind das sogenannte „Angklung Padaeng“, wie es von Daeng Soetigna um 1937/38 weiter entwickelt wurde und nach ihm benannt wurde (Pa = „Vater“, auch eine Form der Wertschätzung gegenüber einer hoch angesehenen Person in Java), und das „Angklung Udjo“, wie es von Daeng Soetignas Schüler Udjo Ngalagena weiter entwickelt wurde. Der Hauptunterschied zum traditionellen Angklung ist die Verwendung der internationalen Tonleiter mit 7 Grundtönen (Diatonisches Tonsystem des Barock nach J. S. Bach, G. F. Händel und vielen anderen: Do (246 Hz) Re (277 Hz) Mi (311 Hz) Fa (329 Hz) Sol (369 Hz) La (415 Hz) Si (466 Hz) Do (493 Hz)). Ein großes Set besteht aus 42 Instrumenten, die von G bis 30 durchnummeriert sind.

Die Instrumente mit den Nummern G bis f ordnet man als Bässe und 0 bis 30 als Melodieinstrument ein. Darüber hinaus gibt es noch weitere tiefere und höhere Töne, die aber nur sehr selten benötigt werden. Auf dieser Basis kann man mit dem Angklung neben traditionellen javanischen Stücken auch internationale Lieder spielen. Hierdurch verbreitete sich das moderne Angklung von seiner sundanesischen Heimatstadt Bandung über ganz Java und bis nach Malaysien, Thailand und in jüngster Zeit auch nach Europa und andere Teile der Welt.
Wie in Asien öfters anzutreffen, wird Musik nicht mit den Notensymbolen („Common Western Notification“, CWN), sondern einem einfachen Zahlensystem notiert, welches auf der Ziffernnotation von Émile Chevé basiert, und von holländischen Missionaren in der Kolonie Niederländisch-Indien eingeführt wurde. Dabei entspricht bei der Tonart Do=C das Instrument Nr. 6 'c1' der '1' und die Nr. 11 'f1' der '7', die '0' symbolisiert eine Pause und der Punkt '.' das Weiterklingen eines Tones. Die Oktave wird mit Punkten über (hohe Oktaven) oder unter (tief) der Zahl ausgedrückt, eine 1 mit zwei Punkten darüber ist demnach ein C". Durchgestrichene Zahlen symbolisieren Halbnoten. Befindet sich über zwei Noten ein Strich, so werden diese nur kurz nacheinander angeschlagen, ein Apostroph hinter einer Note symbolisiert eine Fermate. Neben der häufig verwendeten Tonart Do=C werden Stücke auch in den Tonarten Do=G, Do=G#, Do=A, Do=A#, Do=B, Do=C#, Do=D, Do=D#, Do=E, Do=F und Do=F# geschrieben, wobei der Spieler während des Spiels ständig die Noten von der einen Tonart in die andere Tonart übersetzen muss, da Do jeweils die Note „1“ repräsentiert, und die Instrumente häufig mit den Noten in Do=C beschriftet sind. Beispielsweise, wenn eine Passage mit Do=F gespielt wird, muss der Spieler jedes Mal, wenn die Note '1' auf dem Notenblatt steht, das Instrument '4' (Angklung-Nummer 12 statt 6) spielen.
Durch die Anpassung an die internationale Tonleiter mit 7 Tönen kann das Angklung auch mit beliebigen anderen Instrumenten kombiniert werden, beliebt ist zum Beispiel die Begleitung durch eine Gitarre, welche die Akkorde spielt, oder auch ein Schlagzeug wäre denkbar, und wird auch praktiziert. Der authentischste Klang ergibt sich, wenn in sundanesischer Tradition ausschließlich auf Bambus-Instrumenten gespielt wird: Angklung mit Akkorden und Bässen, vier oder mehr Stimmen und Bambus-Xylophon genannt Kolintang bzw. Arumba, Gambang-Bässen, dem tragbaren Xylophon calung, der Flöte suling, der Trommel Kendang und der indonesischen Variante der Zither, genannt kecapi oder kacapi.

## Spielweise

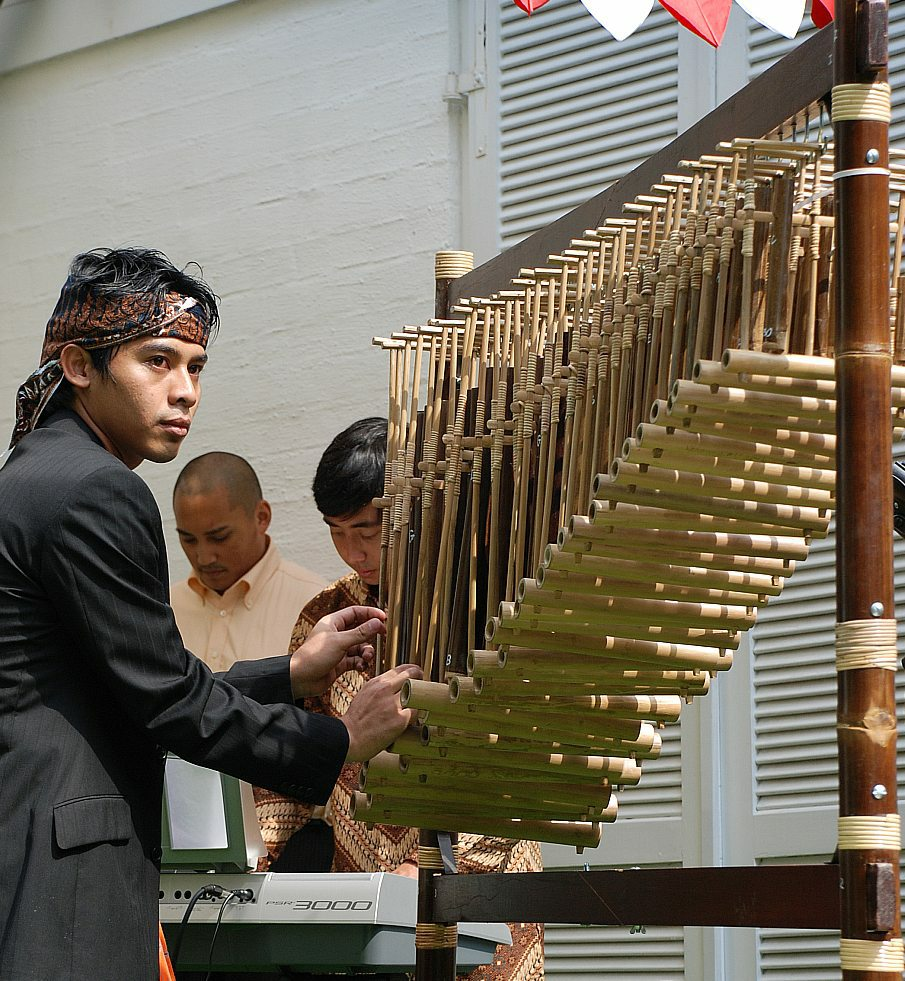
Angklung lässt sich mit entsprechender Fingerfertigkeit und Schnelligkeit auch alleine spielen.

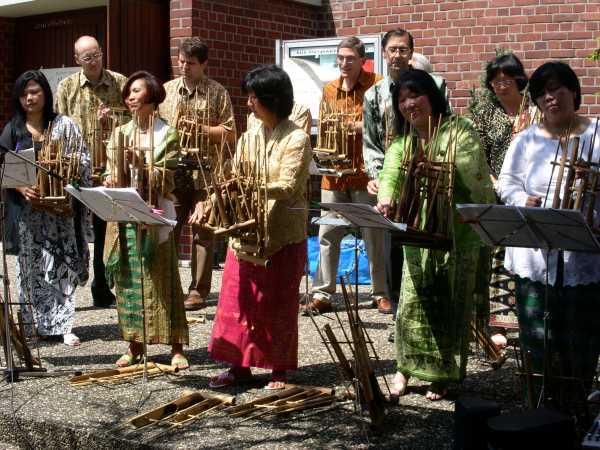
Eine Angklung-Gruppe bei einem Auftritt.

Ein Angklung erzeugt nur einen Ton. Um eine Melodie zu spielen, benötigt man je nach Zahl der Töne des Stücks eine dementsprechende Anzahl von Angklungs. Ein Musiker allein kann auf traditionelle Weise keine Melodie spielen, da er so viele Instrumente nicht halten kann. Ein Angklung-Orchester besteht üblicherweise aus 30–40 Spielern. Große Angklung-Orchester in Indonesien können aber auch aus über 100 Personen bestehen.
Das Schweizer Angklung-Duo besteht dagegen aus nur zwei Personen. Der Trick dieser Musiker ist es, dass sie die Angklungs in einem Holzrahmen verschnürt haben und sie von oben anschlagen. Man kann Angklung auch alleine spielen, wenn man die Instrumente in der Folge der Tonleiter in einem Gestell aufhängt und diese mit beiden Händen schüttelt. Akkord- und Bass-Angklungs werden oft mit dieser Spielweise gespielt.
Bei der traditionellen Spielweise spielt jeder Spieler je nach Können bis zu sieben Töne. Bei den großen javanischen Orchestern liegt die Anforderung bei mindestens fünf Instrumenten. Die Instrumente werden dazu am oberen Querbalken über die Hand oder den horizontal gehaltenen Unterarm gehängt und, sobald der entsprechende Ton zu spielen ist, mit der anderen Hand am unteren Querbalken seitlich schnell geschüttelt.
Eine weitere Spielweise ist, das Angklung am unteren Balken nur kurz anzutippen, so dass kein kontinuierlicher Schüttelton, sondern lediglich ein kurzes „Tick!“ entsteht. Diese Spielweise wird besonders für rhythmusbetonte Melodien oder für Staccato verwendet, ist aber schwieriger zu spielen. Auch Akkord-Angklungs werden so ähnlich gespielt. Dabei hängen diese nebeneinander in einem Rahmen und der Musiker tippt das Instrument rhythmisch und abwechselnd ein- oder zweimal zur Seite. Bässe werden dagegen über mehrere Takte hinweg kontinuierlich, zumeist paarweise geschüttelt.
Die verschiedenen Töne eines Stückes kommen während eines Angklung-Konzertes aus verschiedenen Richtungen der Bühne. Bei entsprechender Anordnung der Spieler einer größeren Gruppe können damit besondere Effekte erzielt werden. Als Zuhörer kann man beispielsweise die Melodie durch den Raum wandern hören, ähnlich wie bei einem Kanon.

## Angklung in Schulen und weltweit

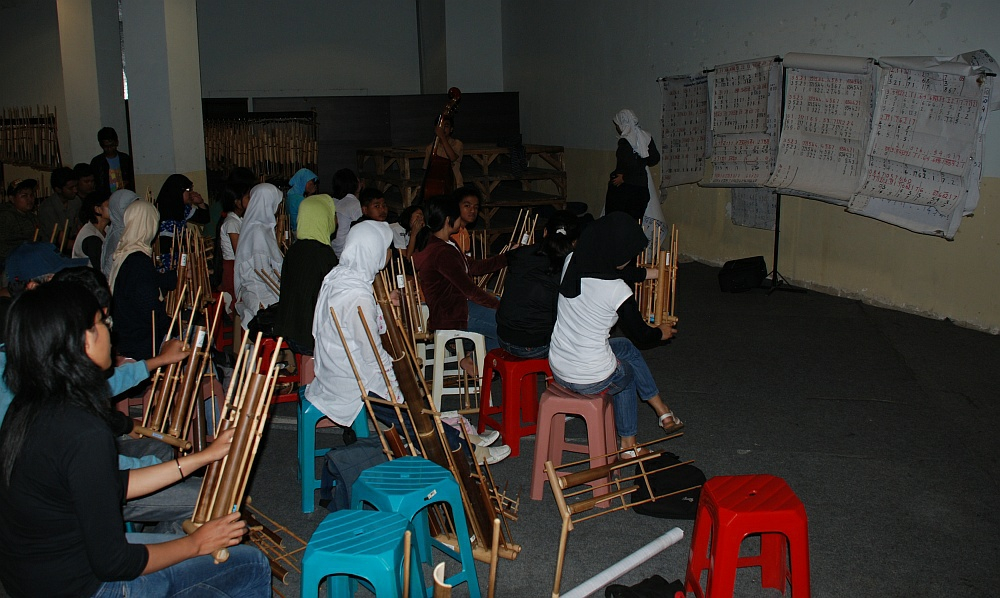
Unterricht mit dem Angklung.

In Indonesien, speziell in West-Java, wo der Ursprung des Angklung liegt, findet an allen Grundschulen der Musikunterricht mit dem Angklung statt. Das Spielen von Angklung wurde 1968 vom Bildungsministerium Indonesiens als fester Bestandteil der Ausbildung der Schüler in den Lehrplan aufgenommen, da es Teamfähigkeit und Harmonie fördern soll.
In der Stadt Yogyakarta wird an der katholischen Katechismus-Schule Pusat Liturgi liturgische Musik auf dem Angklung gelehrt, und so in alle Landesteile verbreitet. Außerdem sammelt Pusat Liturgi Volkslieder aus dem ganzen Land und bereitet sie für das Spielen mit dem diatonischen Angklung in Notenheften auf.
Dem indonesischen Beispiel folgte auch die Stadt Hiroshima in Japan, die sich inzwischen die „(Japanische) Stadt des Angklungs“ nennt, indem sie das Spielen des Angklung in den Musikunterricht an den Schulen integrierte.
In Singapur, wo das Instrument seit 1960 bekannt ist, veranstaltet das Bildungsministerium jedes Jahr ein Angklung-Festival für die Grund- und weiterführenden Schulen.
In Malaysien wird Angklung stark gefördert und inzwischen auch genutzt um den Tourismus zu fördern. Eine Universität forscht dort an einem Angklung-Synthesizer. Zum Missfallen sundanesischer Gemeinden versuchte Malaysia für das Design des Angklungs ein Patent zu registrieren, obwohl ein großer Teil der Instrumente aus Java importiert wurde.
In Thailand ist das Angklung seit etwa dem Jahr 1900, als König Rama V. die niederländisch-indische Kolonie, heute Indonesien, besuchte und es von dort in seine Heimat mitbrachte, bekannt.
Einige Schulen treten im Rahmen von im Abstand von mehreren Jahren stattfindenden Tourneen auch in Europa auf. So kam die Schule SMAN3 aus Bandung im Jahr 2002 nach Kiel und Leimen bei Heidelberg. Saung Angklung Udjo trat 2008 auf dem Museumsuferfest in Frankfurt am Main und in Bonn auf und spielte mit einer Angklung-Gruppe auch auf der indonesischen Kulturveranstaltung Pasar Malam in Den Haag.
In Deutschland, Österreich und der Schweiz haben sich einige Angklung-Gruppen gebildet, die auf lokalen Veranstaltungen spielen.
2010 wurde das Angklung auf Antrag Indonesiens in die UNESCO-Liste des immateriellen Kulturerbes der Menschheit aufgenommen.